# Pseudomerope havlati
Pseudomerope havlati is een fossiele soort schietmot uit de familie Protomeropidae.